# Pro Arte Singers
Le Pro Arte Singers est un ensemble vocal américain fondé en 1974 par Arthur Sjögren.

## Discographie sélective
- I Am the True Vine d'Arvo Pärt, chez Harmonia Mundi (2000)